# Países Bajos en los Juegos Olímpicos de Innsbruck 1976
Los Países Bajos estuvieron representados en los Juegos Olímpicos de Innsbruck 1976 por un total de 7 deportistas que compitieron en 2 deportes.  
La portadora de la bandera en la ceremonia de apertura fue la patinadora artística Dianne de Leeuw.

## Medallistas
El equipo olímpico neerlandés obtuvo las siguientes medallas:
| Nombre          | Deporte               | Competición  |
| --------------- | --------------------- | ------------ |
| Oro             |                       |              |
| Piet Kleine     | Patinaje de velocidad | 10 000 m M   |
| Plata           |                       |              |
| Dianne de Leeuw | Patinaje artístico    | Individual F |
| Piet Kleine     | Patinaje de velocidad | 5000 m M     |
| Bronce          |                       |              |
| Hans van Helden | Patinaje de velocidad | 1500 m M     |
| Hans van Helden | Patinaje de velocidad | 5000 m M     |
| Hans van Helden | Patinaje de velocidad | 10 000 m M   |